# خوزه ماریا کوئه‌رختا آلبرو
خوزه ماریا کوئه‌رختا آلبرو، (سن سباستین، گیپوسکوآ، منطقه باسک، اسپانیا، ۱۷ مه ۱۹۱۹ - ۲۰ ژوئن ۱۹۸۹)، یک بازیکن فوتبال اسپانیایی بود. او در پست دفاع بازی می‌کرد.

از باشگاه‌هایی که کوئه‌رختا در آن بازی کرده‌است می‌توان به باشگاه فوتبال رئال مادرید و باشگاه فوتبال رئال سوسیداد اشاره کرد.

## دوران ملی
او دو بازی در تیم فوتبال اسپانیا را در کارنامه دارد. او اولین بازی خود را در ۲۶ ژانویه ۱۹۴۷ در برابر پرتغال انجام داد، مسابقه ای که در لیسبون برگزار شد و با نتیجه ۴-۱ به سود تیم پرتغال به پایان رسید. او دومین و آخرین بازی بین المللی خود را در ۲ مارس ۱۹۴۷ در دوبلین در مقابل ایرلند انجام داد که با نتیجه ۳-۲ به سود ایرلند به پایان رسید.

## افتخارات

### بازیکن
| مسابقات         | باشگاه      | کشور    | سال        |
| --------------- | ----------- | ------- | ---------- |
| کوپا ژنرالیسیمو | رئال مادرید | اسپانیا | ۱۹۴۶، ۱۹۴۷ |
| کوپا اوا دوارته | رئال مادرید | اسپانیا | ۱۹۴۷       |